# Фреми, Арну
Арну Фреми (17 июля 1809 — 1889 или 1890-е годы) — французский писатель, драматург и филолог, преподаватель. В некоторых источниках годом его смерти называется 1889, но точная дата его смерти не установлена. В ряде источников датой смерти называются 1891, 1892 или, явно ошибочно, апрель 1870 года.

## Биография
Арну Фреми родился в семье профессора в Сен-Сюре, с детства хотел заниматься лингвистикой. В 1843 году представил диссертацию «Les variations du style français au XVII siècle», получив за это исследование учёную степень, вскоре после чего в звании профессора занял кафедру французской литературы в Лионском университете, уже тогда начав сотрудничать как писатель и журналист с рядом периодических изданий, что привело в конце концов к его увольнению из университета. В 1847 году перешёл на ту же кафедру в Страсбург, но в скором времени, после того как началась революция, оставил университетскую карьеру и решил полностью посвятить себя литературе и журналистике.
Ещё в период работы в Лионе получил известность как автор целого ряда романов: «Elfride» и «Les deux anges» (1833), «Une fée de salon» (1836), «La chasse aux fantômes», «Les roués de Paris» (1839), «Les femmes proscrites» (1840), «Physiologie du rentier» (1841, в сотрудничестве с Бальзаком). С 1854 по 1859 год был одним из главных редакторов журнала «Charivari», сотрудничал также с такими изданиями, как «Revue de Paris», «Revue britannique», «Siècle».
Другие известные произведения его авторства: «Le journal d’une jeune fille», «Les maîtresses parisiennes», «Confessions d’un bohémien», «Les moeurs de notre temps», «Les amants d’aujourdhui», «La comédie de printemps», «La révolution du journalisme», «Les batailles d’Adrienne», «Les gens mal élevés» «Les pensées de tout le monde», «La guerre future», «Comment lisent les français d’aujourdhui», «Qu’est ce que la France?». Его перу принадлежат также комедии «Le loup dans la bergerie» (1853, в одном действии) и «La réclame» (1857, в пяти действиях), в своё время с успехом шедшие в театре «Одеон». В большом количестве его произведений встречаются элементы сатиры на современное ему французское общество.